# Carl Gierow
Carl Oscar Nilsson Gierow, född den 11 januari 1841 i Karlskrona, död den 19 september 1913 i Hjärnarps församling, Kristianstads län, var en svensk präst. Han var far till Arvid Gierow.
Gierow blev student vid Lunds universitet 1859. Efter prästvigningen 1864 var predikant vid Lunds lasarett 1871–1874. Han blev regementspastor vid Norra skånska infanteriregementet 1872, kyrkoherde i Stoby 1873 och i Hjärnarp 1902 samt kontraktsprost i Västra Göinge 1894 och i Bjäre 1909. Gierow var folkskoleinspektör 1891–1909. Han utgav en predikan och ett griftetal. Gierow vilar på Hjärnarps kyrkogård.